# Massignieu-de-Rives
Massignieu-de-Rives è un comune francese di 602 abitanti situato nel dipartimento dell'Ain della regione dell'Alvernia-Rodano-Alpi.

## Società

### Evoluzione demografica
Abitanti censiti